# Burgruine Leuchtenberg

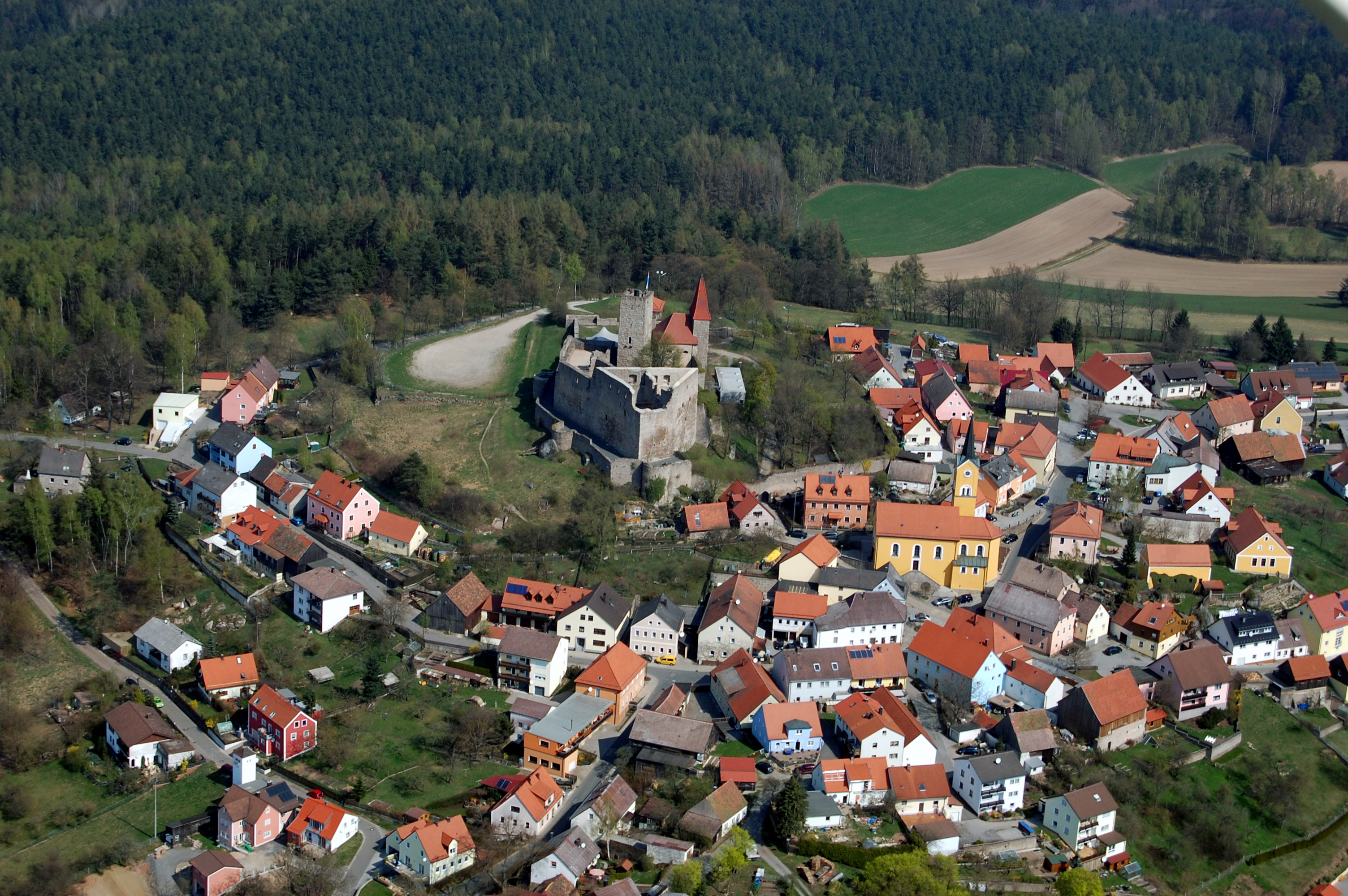
Leuchtenberg mit Burgruine (2009)

Die Burgruine Leuchtenberg in Leuchtenberg ist die größte und am besten erhaltene Burgruine der Oberpfalz. Die Höhenburg steht auf dem Gipfel des 585 Meter hohen Leuchtenbergs und ist einer der bekanntesten Aussichtspunkte der Region. Die Anlage wird als Bodendenkmal unter der Aktennummer D-3-6439-0004 im Bayernatlas als „archäologische Befunde im Bereich der mittelalterlichen Burgruine Leuchtenberg“ geführt. Ebenso ist sie unter der Aktennummer D-3-74-132-1 als denkmalgeschütztes Baudenkmal von Leuchtenberg verzeichnet.

## Geschichte der Anlage
Die früheste Erwähnung des Ortes findet sich in einem Text über den Bischof Otto von Bamberg, der im Jahr 1124 nach Pommern reiste. In der Quelle heißt es im lateinischen Original: "Paratis omnibus quae profectioni erant necessaria, proxima die post festum beati Georgii martiris, salutato clero et populo suo, tanquam hoc opere viam sanctificaret, duas ecclesias, unam in Luckenberge et alteram in Vohendreze, consecravit" Laut diesem Text, weihte der Bischof zwei Kirchen dem Hl. Georg, einen Tag nach dessen Gedenktag, also an einem 24. April in "Vohendreze (Vohenstrauß) und in "Luckenberge" (Leuchtenberg). Jedoch geht aus dieser Textstelle nicht hervor, wo genau sich dieses Gotteshaus befand. Deswegen wird in der Forschung zur Burg und dem Ort Leuchtenberg die Frage aufgeworfen, ob es sich um eine Burgkapelle, oder eine Kirche in der Ortschaft handelte. Jedoch legt die Existenz einer Kirche irgendeine Art von Befestigung nahe, um diese und den Ort, den es auch schon gegeben haben dürfte, zu schützen. Vermutlich gab es schon ab dem 10. oder 11. Jahrhundert einen Wehrbau auf dieser Anhöhe, um sich gegen Einfälle aus dem Osten wie zum Beispiel die Ungarn zu schützen.
1223 taucht die Burg als Pfandobjekt auf: Der Landgraf Diepold von Leuchtenberg verpfändete die Anlage an den Grafen Heinrich von Ortenburg unter der Bedingung, dass dieser den Bergfried wieder aufbauen müsse. Wie lange diese Verpfändung andauerte, ist jedoch unbekannt. Im Jahr 1268 wurde die Burg von Ludwig dem Strengen wegen Streitigkeiten mit den Leuchtenbergern belagert, es ist jedoch nicht bekannt, ob er damit erfolgreich war. Rund 30 Jahre spärer, nach einer längeren Zeit des (finanziellen) Niedergangs der Leuchtenberger, wurde die Anlage um 1300 durch Landgraf Ulrich I. vollständig neu errichtet. Dieser Neubau stellt bis heute den ältesten Kern der Burg dar, da die Befestigung über die Zeit immer wieder erneuert und umgebaut wurde.
Von da an ging es für die Landgrafschaft wieder bergauf, 1332 verlegten die Leuchtenberger ihren Stammsitz in das 13 km südwestlich gelegene Pfreimd. Die Gründe für diesen Umzug mögen vielschichtig gewesen sein: Zum einen ist das Leben in einem Ort im Tal deutlich komfortabler, als auf einer exponierten auf einer Anhöhe liegenden Befestigung. Auch dürfte die Infrastruktur und die Erreichbarkeit eine Rolle gespielt haben. Die Verlegung des Stammsitzes der Leuchtenberger führte jedoch zunächst nicht zum Niedergang der Höhenburg. Zwar wurde die Anlage im Zuge der Hussitenkriege eingenommen oder zumindest beschädigt, aber die Feste wurde danach wieder instand gesetzt, wie es beispielsweise 1440 mit der Burgkapelle geschah. Genauso wurde aber auch die gesamte Burg verstärkt. Vermutlich geschah dies, um die Anlage auf den neuesten Stand zu bringen, was die Vereteidigung betraf.
Die Befestigung tritt erst wieder im Dreißigjährigen Krieg in Erscheinung, als sie 1621 von dem protestantischen Grafen Peter Ernst II. von Mannsfeld eingenommen und geplündert wurde. Im weiteren Verlauf des Krieges griffen die Schweden 1634 von Weiden aus den Ort unter der Burg an, und brannten diesen nieder. Da die Leuchtenberger beziehungsweise ihre Landgrafschaft sehr unter dem Krieg litten, und auch mit Problemen fianzieller Art zu kämpfen hatten, konnten sie den Angriffen auf ihren Besitz kaum etwas entgegensetzen. Durch den Dreißigjährigen Krieg zeigte sich, dass Burgen als Verteidigungsbauten ausgedient hatten. Sie konnten den neuartigen Belagerugswaffen und -techniken nicht mehr standhalten. Dies hat sich auch an der Burg Leuchtenberg gezeigt, die nach dem Dreißigjährigen Krieg immer mehr an Bedeutung verlor. Jedoch machten nicht nur der Krieg, sondern auch Wind und Wetter dem Gebäude zu schaffen: So schrieb der Gerichtsschreiber Michael Meindl am 18. August 1635 dem Landgrafen, dass Unwetter das Dach beschädigt hätten, und man es reparieren müsse. Da es jedoch wie bereits erwähnt der Landgrafschaft an Geld mangelte, wurden Reparaturen an der Burg nur auf das Nötigste beschränkt. Ab der zweiten Hälfte des 17.Jahrhunderts, wurde die Anlage hauptsächlich von Verwaltungsangestellten, wie Gerichtsschreibern und Pflegern bewohnt, und verfiel in der folgenden Zeit zunehmend.
1714 wurde berichtet, dass die Befestigung nicht mehr bewohnbar sei, was den starken Verfall bereits in dieser Zeit verdeutlicht. In der Nacht vom 4. auf den 5. Juli 1842 zerstörte ein Brand nicht nur den Ort Leuchtenberg, sondern richtete auch an der Burg massiven Schaden an, was den Zerfall dieser weiter beschleunigte. Auch in der nachfolgenden Zeit nahm das Bauwerk immer mehr Schaden: 1882 stürzte der Bergfried nach einem Blitzschlag zur Hälfte ein und auch durch eine unsachgemäße Instandsetzung der Burgkapelle, wurde originale Bausubstanz zerstört.
Erst umfangreiche Sanierungsarbeiten, unter anderem am Bergfried, die von 1902 bis 1903 an der Anlage stattfanden, konnten den Verfall der Ruine aufhalten, beziehungsweise den vorhandenen Baubestand sichern. Von 1982 bis zum April 2025 fanden im Innenhof der Ruine regelmäßig Theateraufführungen des Landestheaters Oberpfalz statt.

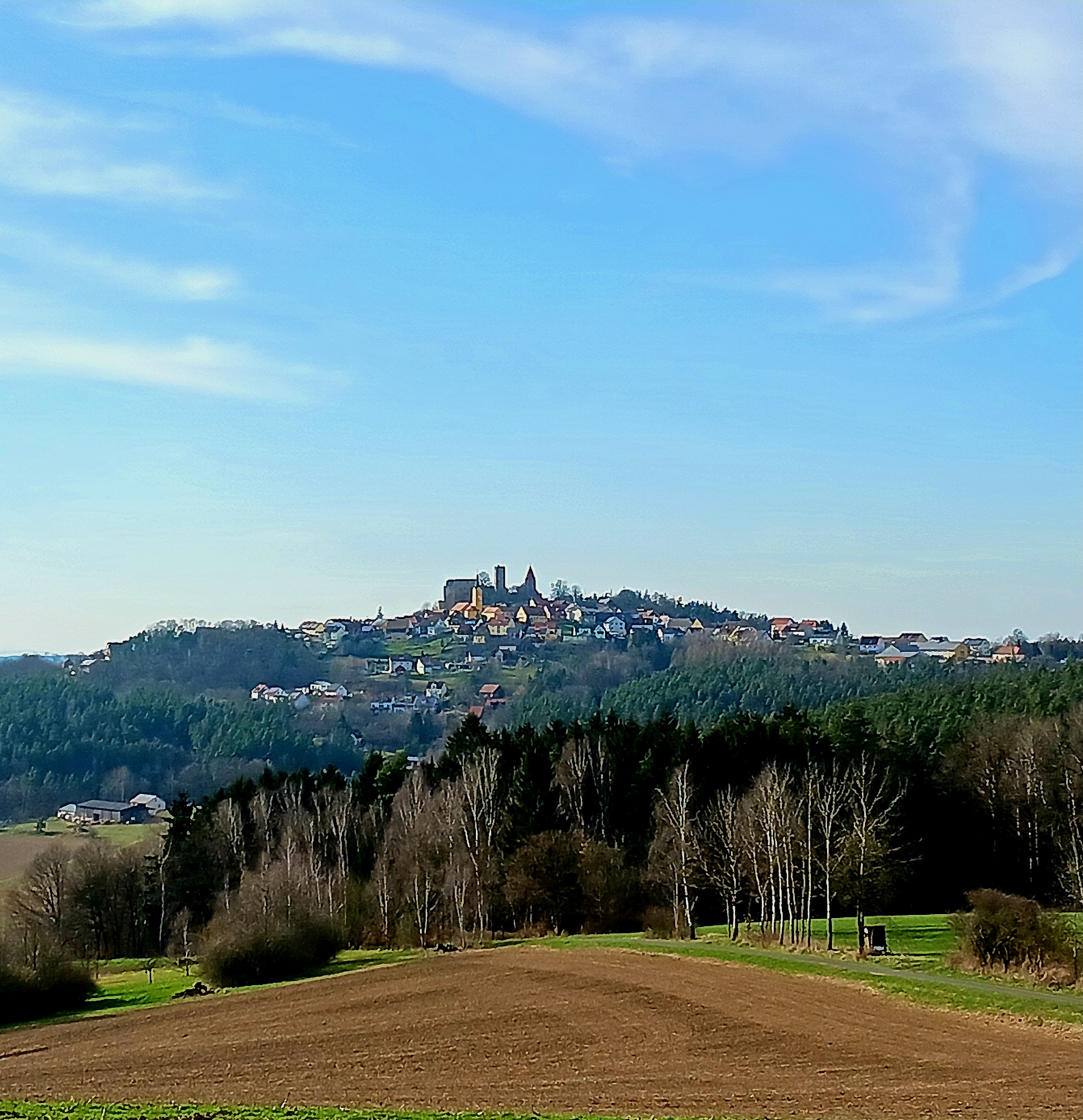
Burgruine Leuchtenberg, Ansicht von Osten (2025)

## Architektur der Anlage

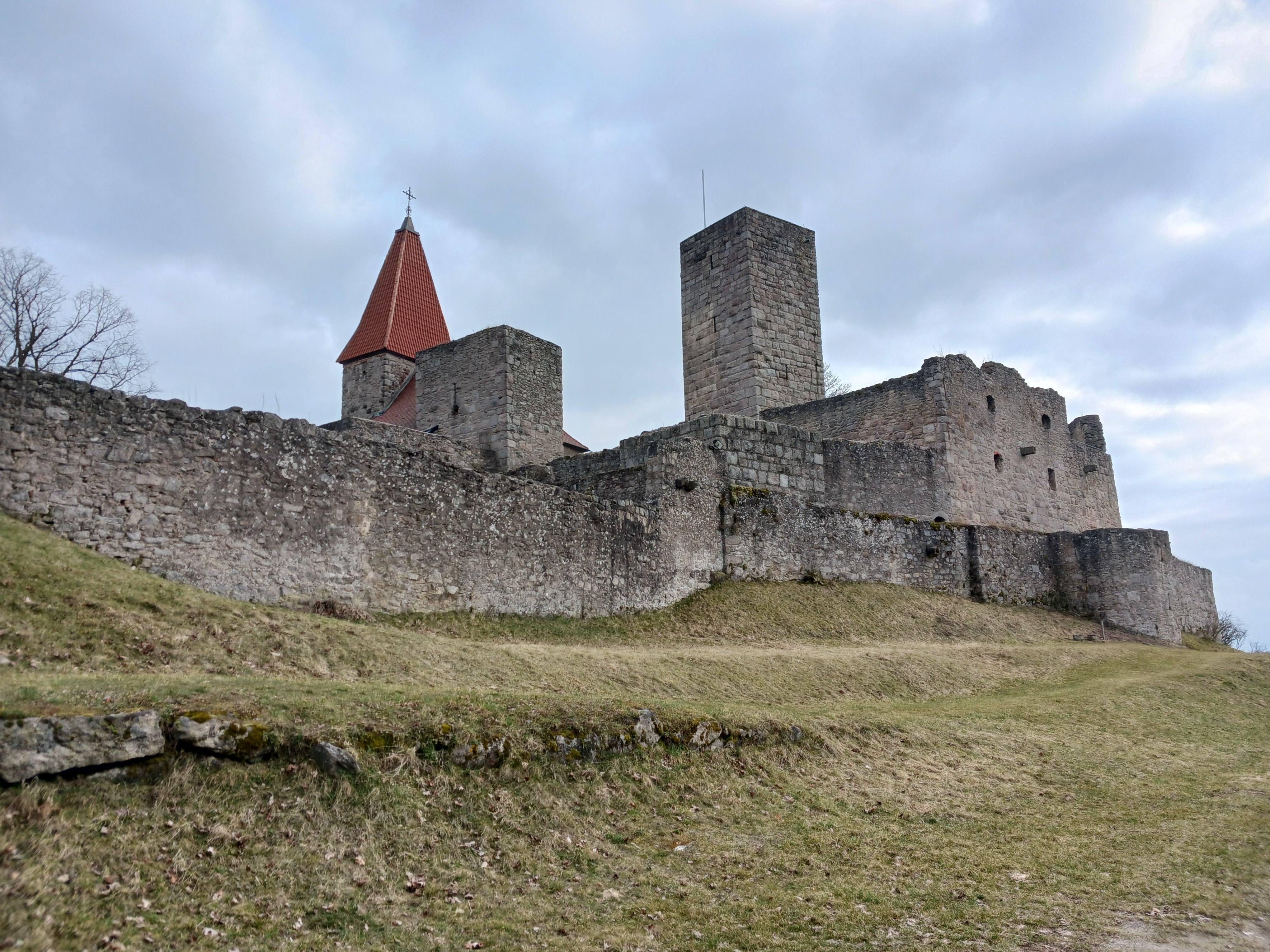
Burgruine Leuchtenberg Ansicht von Westen (2025)

Die Burg wurde in ihrer über 700-jährigen Geschichte immer wieder umgebaut und verändert. Die Anlage hat eine Fläche von ca. 6.800 m².

### Zwingeranlage
Die Zwingeranlage mit Schalentürmen aus dem 15. Jahrhundert, die sich um die Anlage zieht, ist bis heute in großen Teilen erhalten, wie das erste Tor, durch das man von Süden in die Vorburg gelangt. Vor dem Verfall der Befestigung gab es vier Tore, die man auf dem Weg zur Kernburg passieren musste.

### Burgkapelle
Die ältesten Teile der Burgkapelle stammen aus der Gotik, jedoch wiederum aus verschiedenen Epochen dieses Stils. Der Kapellenraum selbst, also das Langschiff, wurde ebenso wie der Rest des Gebäudes aus Granitsteinen erbaut, stammt aber aus dem Renovierungs- oder Erweiterungsbau von 1440, was eine Inschrift an einer Säule in der Kapelle belegt. Der Turm des Gotteshauses ist möglicherweise ein ehemaliger Mauerturm, der später umfunktioniert wurde.

### Bergfried
Der Bergfried, der auch "Lehenturm" genannt wurde, ist quadratisch und stammt im unteren Teil aus dem Jahr 1223, als die Burg verpfändet wurde. Der Teil darüber stammt aus dem 14. Jahrhundert, was man der Bauweise dieses Abschnitts entnehmen kann. Vermutlich wurde in dieser Zeit der Bergfried erneuert. Im 18. Jahrhundert wurde die Höhe des Lehenturms auf "100 Schuh" bemessen, was ungefähr 30 Metern entspricht. Heute sind es noch um die 24 Meter. Der aus Buckelquadern gemauerte Turm hat eine Wandstärke von 2,5 m. Er wird als Aussichtsturm genutzt.

### Palas
Der Palas, das Kernstück und der Wohnbau der Anlage ähnelt in seiner Bauweise der des oberen Bergfrieds. Somit stammt das Gebäude ebenso aus dem 14. Jahrhundert. Der Palas hatte mit dem Keller vier Stockwerke. Im ersten Stock befand sich ein Saal, der sich auf die gesamte Gebäudefläche erstreckte. Im zweiten Obergeschoss befanden sich vermutlich die Wohn- und Schlafräume der Leuchtenberger. Das gesamte Bauwerk ist gezeichnet von vielen Umbauten, wie an Fenstern und Erkern, die bis zum 17. Jahrhundert stattfanden.

### Brunnen
Burg Leuchtenberg hatte auch einen Brunnen über den man Trinkwasser bezog, dieser ist jedoch vermutlich im Zuge des Steinabbaus an der Anhöhe versiegt. Mittlerweile ist der Brunnen jedoch nicht mehr zu sehen.

## Leuchtenberger (Adelsgeschlecht)
Zu den Leuchtenbergern siehe Hauptartikel → Leuchtenberg (mittelalterliches Adelsgeschlecht)